# Évald
Az Évald germán eredetű férfinév, jelentése jog, törvény + uralkodó, tevékeny.

## Gyakorisága
Az 1990-es években szórványos név, a 2000-es években nem szerepel a 100 leggyakoribb férfinév között.

## Névnapok
- július 7.[2]